# 能見通 (岡崎市の町名)
能見通（のみどおり）は、愛知県岡崎市の町名。現行行政地名は能見通1丁目及び能見通2丁目。

## 地理
岡崎市の西部に位置し、中心街の一角に相応する。町内に小字は持たない。

## 世帯数と人口
2019年（令和元年）5月1日現在の世帯数と人口は以下の通りである。
| 町丁   | 世帯数  | 人口  |
| ------ | ------- | ----- |
| 能見通 | 209世帯 | 442人 |

### 人口の変遷
国勢調査による人口の推移
| 1995年（平成7年）  | 228人 | [ 5 ] |  |
| 2000年（平成12年） | 329人 | [ 6 ] |  |
| 2005年（平成17年） | 326人 | [ 7 ] |  |
| 2010年（平成22年） | 322人 | [ 8 ] |  |
| 2015年（平成27年） | 303人 | [ 9 ] |  |

## 小・中学校の学区
市立小・中学校に通う場合、学区は以下の通りとなる。
| 番・番地等 | 小学校             | 中学校           |
| ---------- | ------------------ | ---------------- |
| 全域       | 岡崎市立愛宕小学校 | 岡崎市立葵中学校 |

## 歴史
額田郡岡崎能見町の上連尺を前身とする。
- 1889年（明治22年）10月1日 - 町村制施行に伴い、岡崎横町・岡崎亀井町・岡崎久右衛門町・岡崎魚町・岡崎康生町・岡崎材木町・岡崎十王町・岡崎松本町・岡崎上肴町・岡崎伝馬町・岡崎田町・岡崎唐沢町・岡崎島町・岡崎投町・岡崎能見町・岡崎八幡町・岡崎板屋町・岡崎福寿町・岡崎門前町・岡崎祐金町・岡崎裏町・岡崎両町・岡崎連尺町・岡崎六地蔵町・岡崎籠田町・菅生村・中村・梅園村・八帖村・六供村が合併して岡崎町となり消滅し、額田郡岡崎町大字能見となる。

- 1945年（昭和20年）7月20日 - 岡崎空襲を受け全町が焼失。能見町の南部（住所ではなく、通称町（町内会）の能見南と能見東）が一部を残し大半が消失。
- 1957年（昭和32年）11月15日 - 能見通一〜二丁目を設置。一部が松本町に編入。能見町南部は分離、能見通一丁目、東能見町（大半が源空寺の借地）が成立する。
- 能見通二丁目は、通称町（町内会）の能見中に編入。
- 当初、通称町（町内会）能見南（能見通一丁目）の敷地で一丁目～三丁目まで作る計画があったが却下された。

## 交通
道路
- 愛知県道39号岡崎足助線・愛知県道56号名古屋岡崎線（能見通り）
- 師範通り

## 施設
- 覚恩寺
- るんびにー保育園
- 岡崎能見郵便局
- 三十三銀行 岡崎支店
- 小児科延寿堂杉浦医院[11]
- 中田屋[12]
- スノーピークビジネスソリューションズ[13][14]
- 岡陸タクシー 能見営業所

## ギャラリー

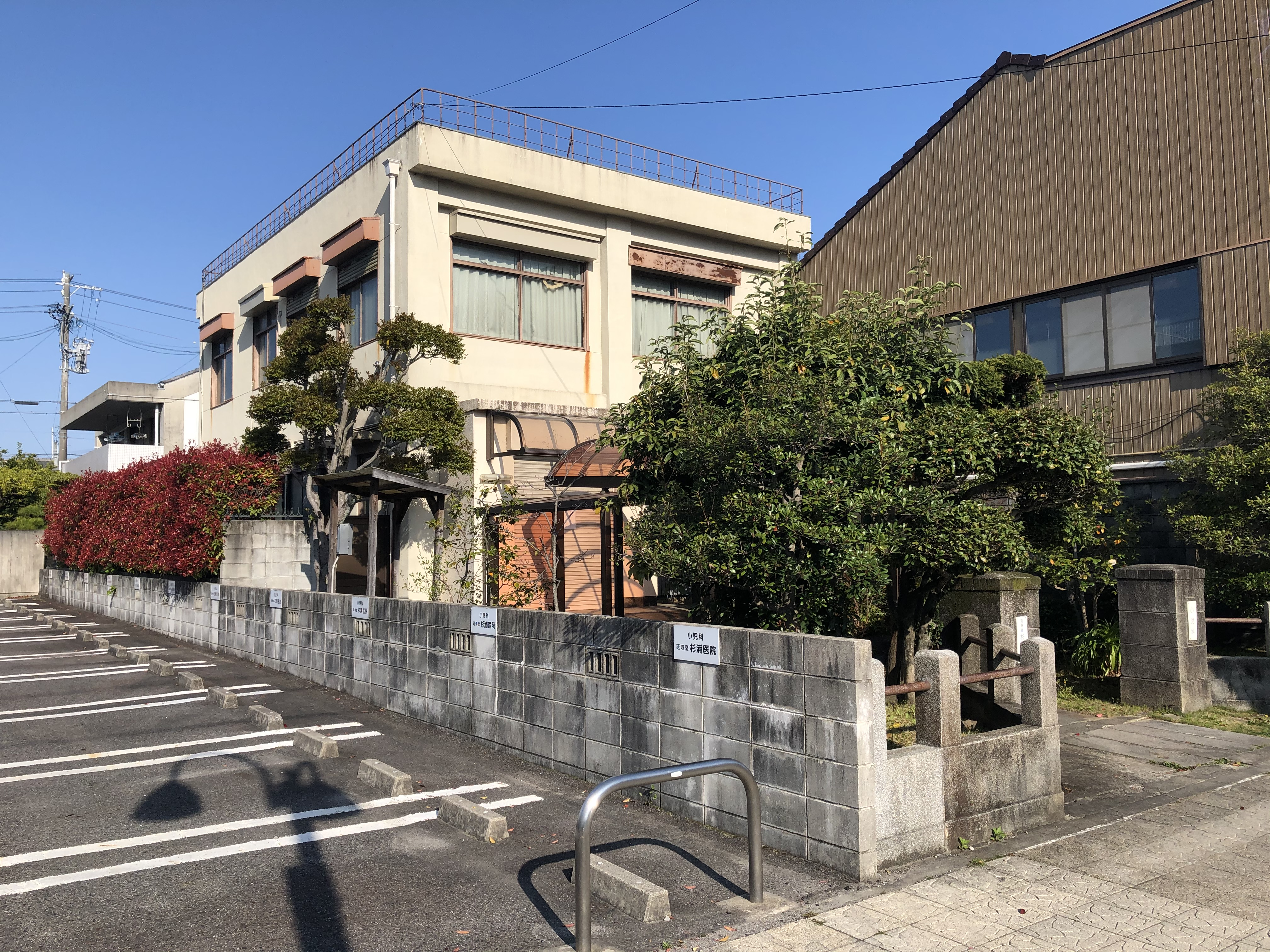
小児科延寿堂杉浦医院
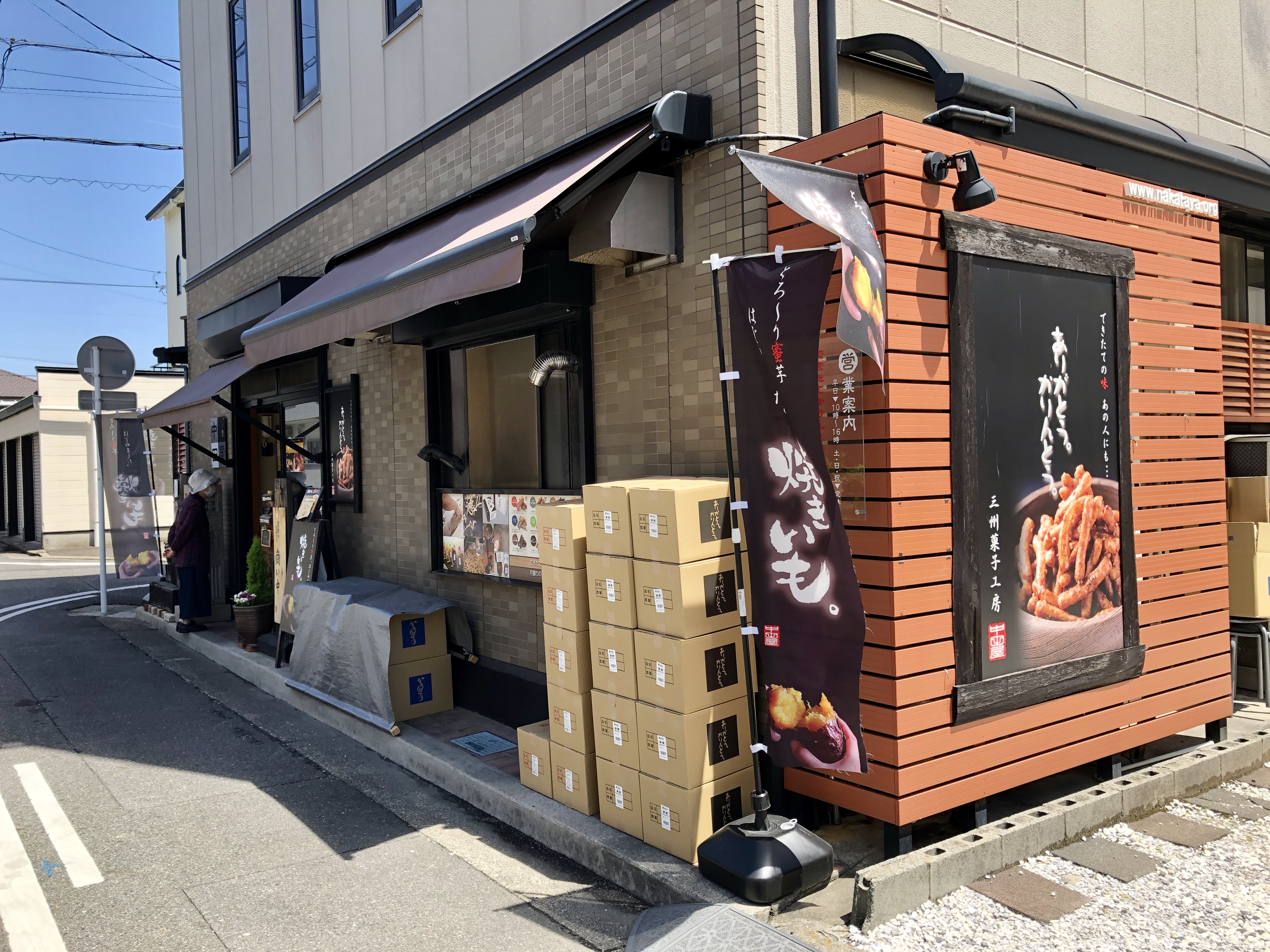
中田屋
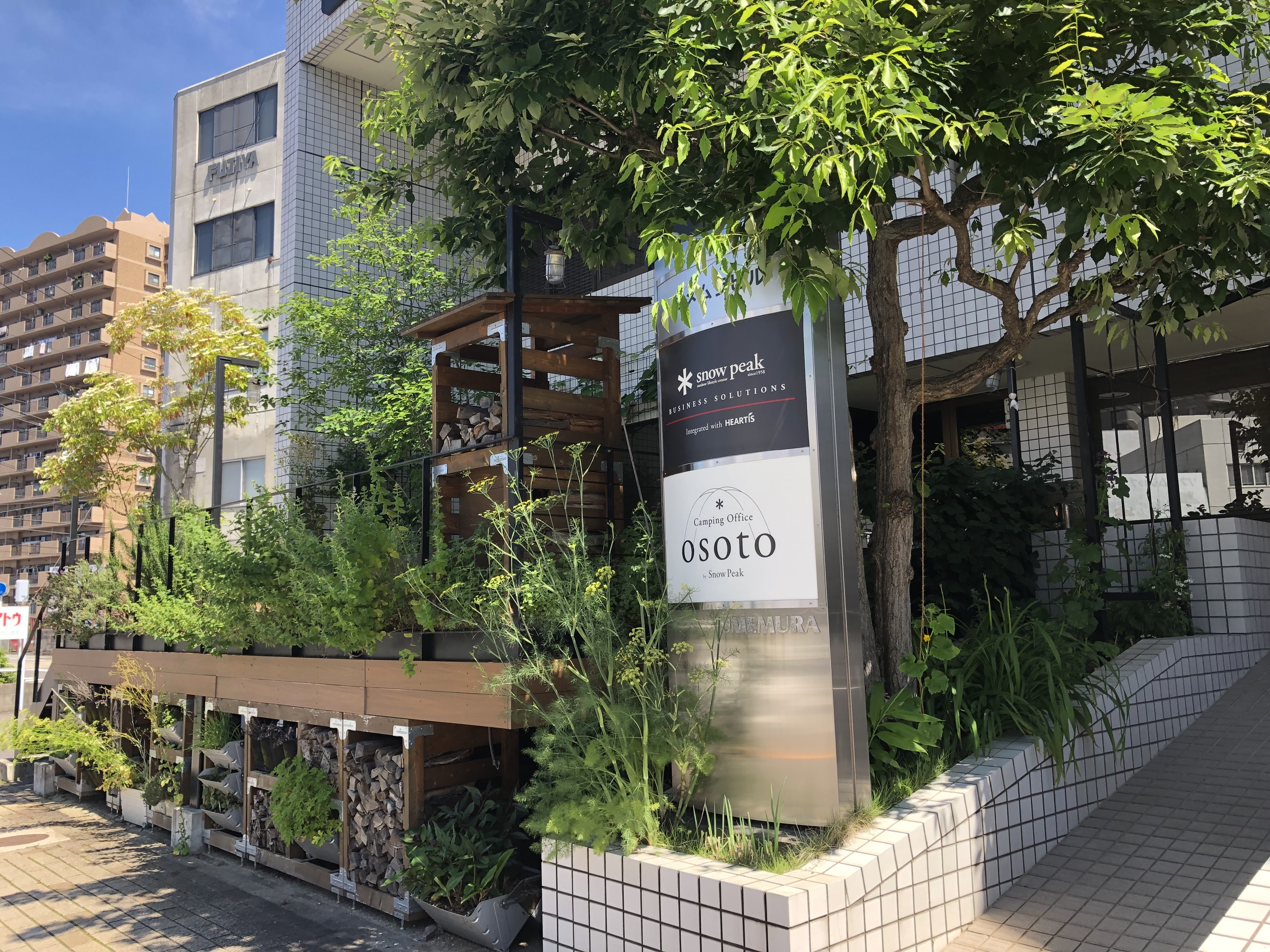
スノーピークビジネスソリューションズ
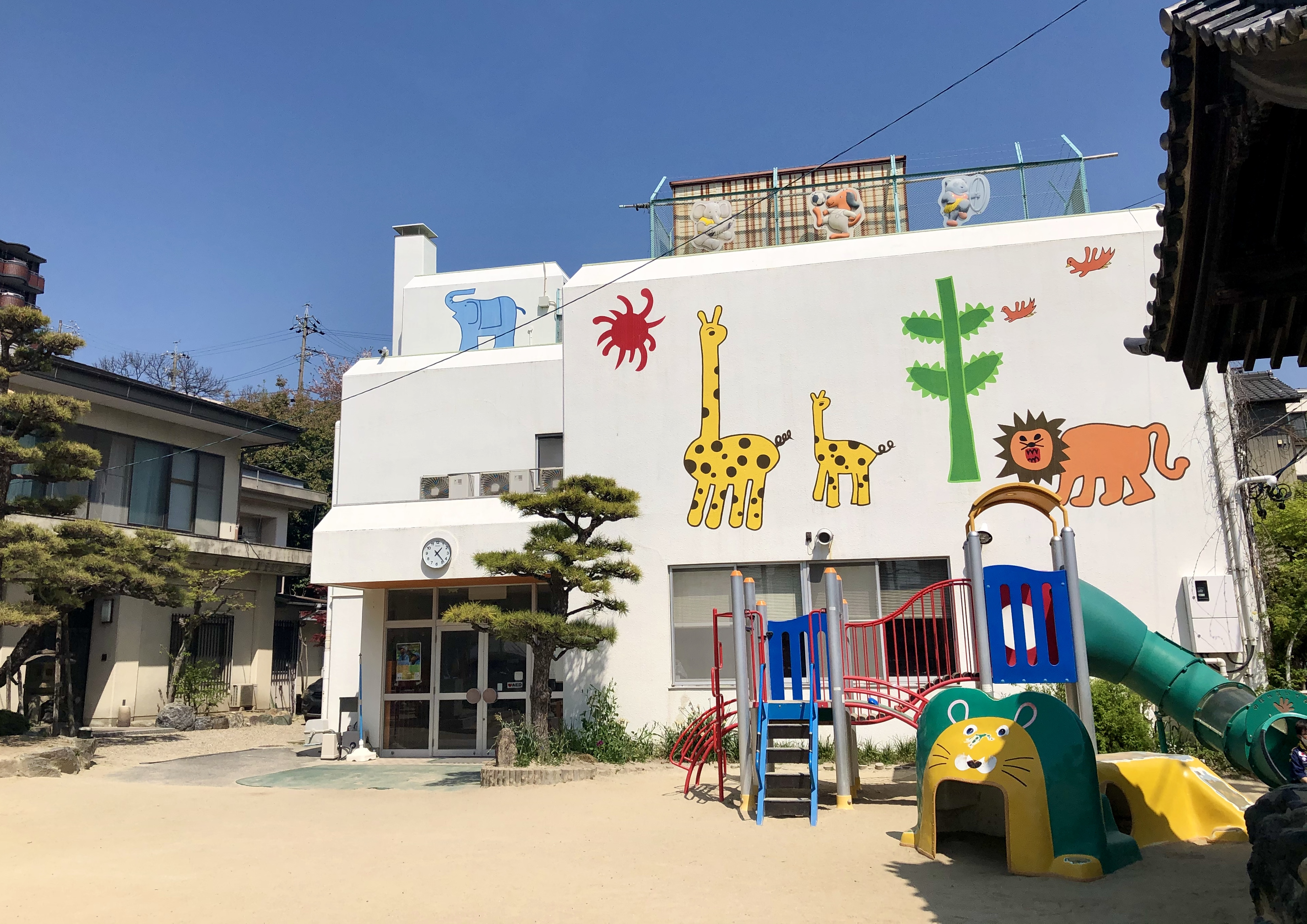
るんびにー保育園
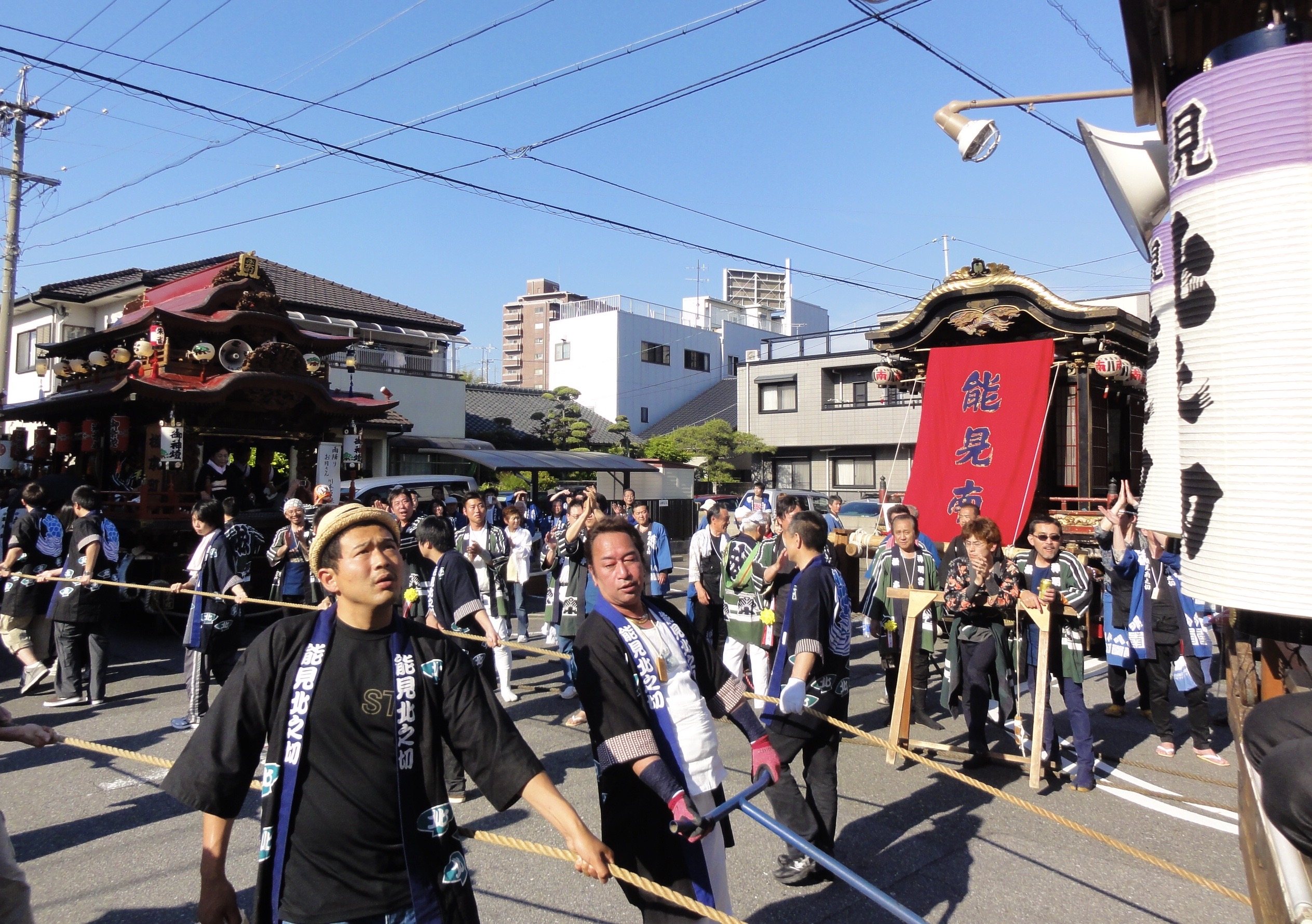
能見神明宮大祭

## その他

### 日本郵便
- 郵便番号 : 444-0073[3]（集配局：岡崎郵便局[15]）。

## 参考資料
- 「角川日本地名大辞典」編纂委員会 編『角川日本地名大辞典 23 愛知県』角川書店、1989年3月8日。ISBN 4-04-001230-5。
- 有限会社平凡社地方資料センター 編『日本歴史地名体系第23巻 愛知県の地名』平凡社、1981年。ISBN 4-582-49023-9。